# Typ Afrika
| Frachtschiff, Typ Afrika     | Frachtschiff, Typ Afrika                                |
| ---------------------------- | ------------------------------------------------------- |
|                              |                                                         |
| Technische Daten (Überblick) |                                                         |
| Werft:                       | Mathias-Thesen-Werft, Wismar                            |
| Vermessung:                  | 5715 BRT                                                |
| Tragfähigkeit:               | 5.515 tdw                                               |
| Länge über Alles:            | 129,50 m                                                |
| Länge zwischen den Loten:    | 119,00 m                                                |
| Breite:                      | 17,30 m                                                 |
| Seitenhöhe:                  | 10,00 m                                                 |
| Tiefgang:                    | 6,74 m                                                  |
| Antrieb:                     | 1 × Dieselmotor MAN 7 KZ 60/105 E auf 1 × Festpropeller |
| Gesamtleistung:              | 5.149 kW                                                |
| Geschwindigkeit:             | 16 Knoten                                               |
| Besatzung:                   | 35                                                      |

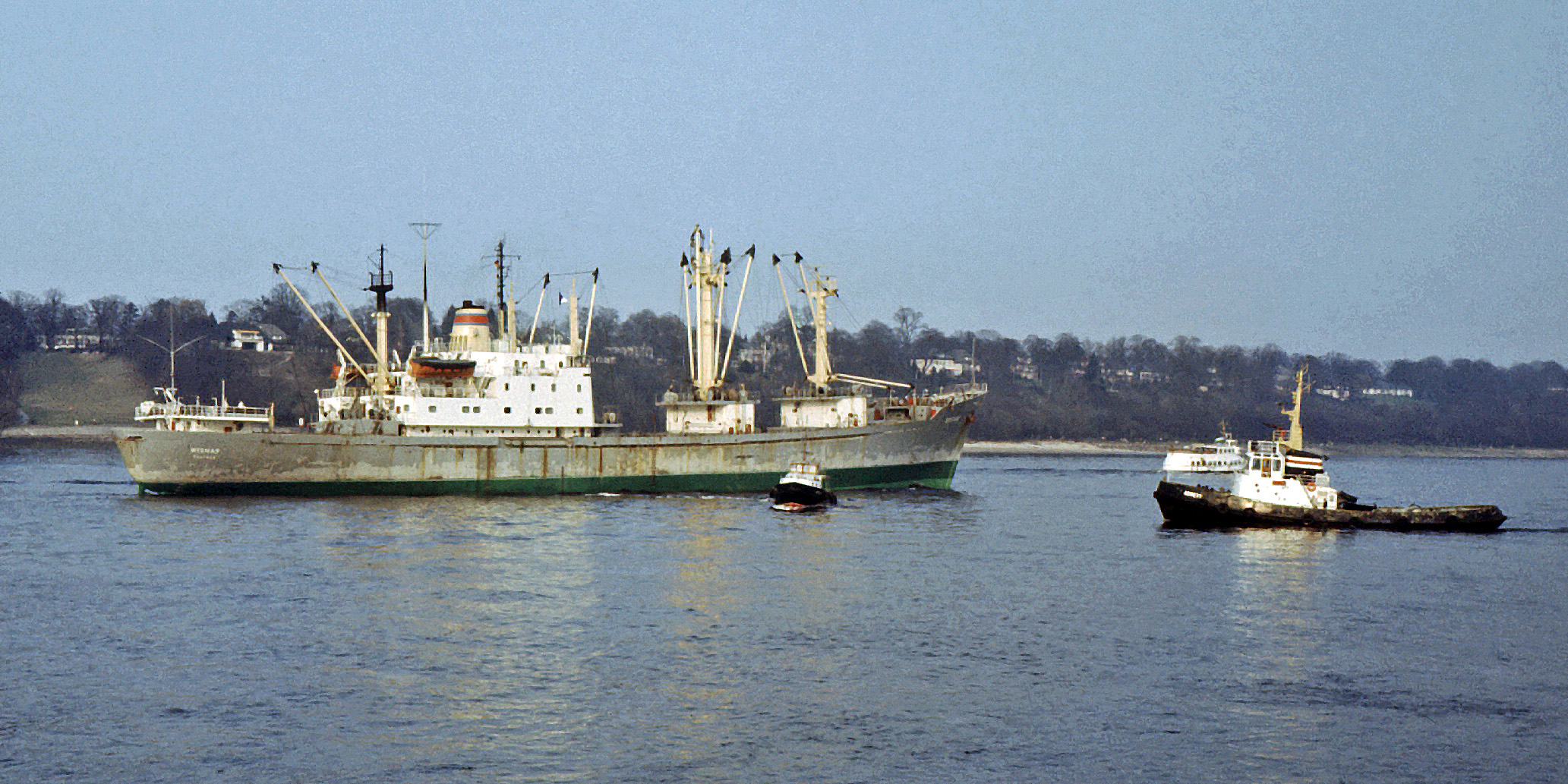

Der Frachtschiffs-Typ Afrika war eine Serie von Mehrzweckfrachtschiffen der Mathias-Thesen-Werft in Wismar.

## Geschichte
Anfang der 1960er Jahre richtete der VEB Deutsche Seereederei Rostock (DSR) gemeinsam mit der polnischen Reederei PZM den Liniendienst Uniafrika ein. Die dabei eingesetzten Schiffstypen erwiesen sich als nicht optimal für die Bedingungen der westafrikanischen Häfen. Insbesondere die Schiffe vom Typ IV waren zu groß für Häfen in Flussmündungen. Daher wurde ab 1965 auf der Mathias-Thesen-Werft ein 6.950-tdw-Linienfrachter entwickelt. 1969 wurde die Wismar als erstes von sechs Schiffen bei der DSR in Dienst gestellt, die Fürstenberg als letztes Schiff 1971. Alle Schiffe wurden zwischen 1990 und 1992 von der DSR außer Dienst gestellt und an verschiedene Reedereien verkauft. Bis 1997 wurden alle Schiffe abgewrackt.
| Bau-Nr. | Name                  | Jahr | Verbleib                                                             |
| ------- | --------------------- | ---- | -------------------------------------------------------------------- |
| 221     | Wismar                | 1969 | als Shen Da (1991) abgebrochen in Kalkutta                           |
| 222     | Sonneberg             | 1969 | als Falcon Eye (1991) abgebrochen in Alang (1996)                    |
| 223     | Wittenberg            | 1969 | als Su Run (1992) in Kalkutta abgebrochen (1997)                     |
| 224     | Frederic Joliot-Curie | 1969 | Alps (1990), als Orange 2 in Bombay abgebrochen (1992)               |
| 225     | Stollberg             | 1970 | als Su Xiang (1991) in Chittagong abgebrochen (1997)                 |
| 226     | Fürstenberg           | 1971 | als Su Rong (1990) vor Südkorea leckgeschlagen und gestrandet (1992) |

## Technik
Die Mehrzweckfrachter waren Wechseldecker mit Back und verfügten über eine moderne Ausrüstung. Als Ladegeschirr standen zwölf Ladebäume mit Hebefähigkeiten zwischen 5 und 14 Tonnen sowie ein Schwergutbaum mit 50 Tonnen zur Verfügung, wodurch die Schiffe von landseitigen Ladeeinrichtungen weitgehend unabhängig waren. Durch die großen Luken der vier Laderäume wurde ein geringer Unterstau erreicht. Weiterhin waren zwei Kühlladeräume sowie je zwei Tanks für Süßöl und Wein vorhanden.
Die Hauptmaschine vom Typ MAN 7 KZ 60/105 E wurde von der Kommandobrücke aus, zunächst im 16- und später im 24-stündigen wachfreien Betrieb gefahren.

## Sonstiges
Die Wismar diente als Kulisse für den DEFA-Film Ein Schneemann für Afrika aus dem Jahr 1977.